# جغد (فیلم)
جغد (انگلیسی: Owl) فیلمی به کارگردانی کانه‌تو شیندو است که در سال ۲۰۰۳ منتشر شد. از بازیگران آن می‌توان به آکیرا اموتو، شینوبو اوتاکه و آیومی ایتو اشاره کرد.